# Ronald Dellums
Ronald Vernie Dellums, dit Ron Dellums, né le 24 novembre 1935 et mort le 30 juillet 2018, est un homme politique américain. Membre du Parti démocrate, il siège durant près de 30 ans à la Chambre des représentants des États-Unis et occupe le poste de maire d'Oakland de 2007 à 2011. Il est connu comme leader de la gauche radicale au sein du Congrès, notamment pour ses prises de position  contre la politique d'apartheid de l'Afrique du Sud.

## Biographie

### Jeunesse et formation

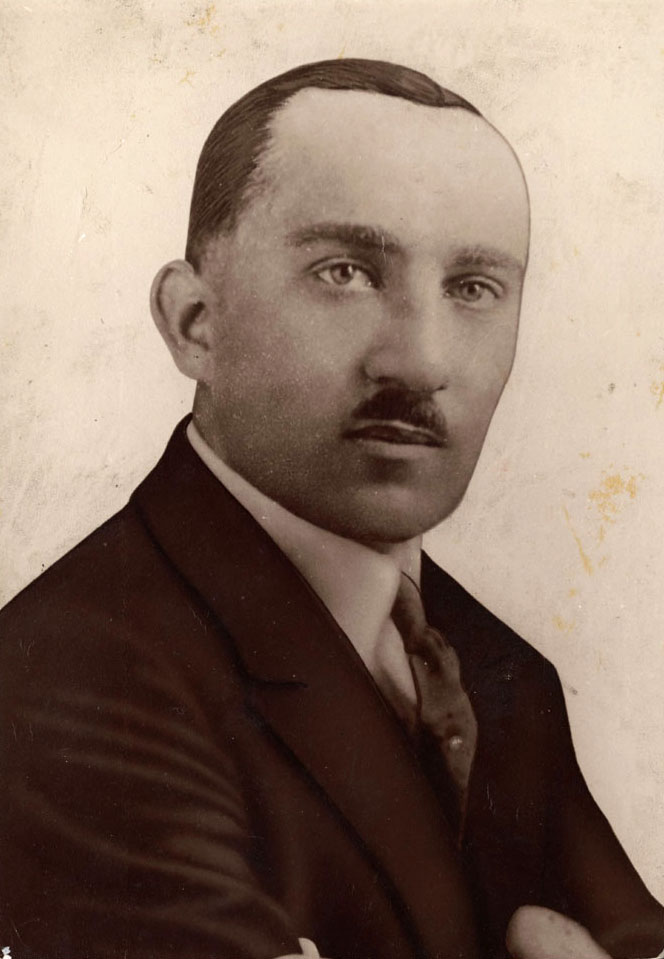
Portrait photographique de C.L. Dellums.

#### Contexte familial
Ron Dellums est né le 24 novembre 1935 dans les quartiers pauvres d'Oakland dans l'État de la Californie. Il est le fils de Vernie Dellums et de Willa Dellums, une esthéticienne puis une fonctionnaire. Le père de Ron Dellums, Vernie Dellums et son frère C. L. Dellums (en) quittent le Texas pour s'installer en Californie, avec l'espoir de suivre des études universitaires et de devenir journaliste. Le premier emploi qu'ils obtiennent l'un comme l'autre est celui de porteur pour la société ferroviaire Pullman. Le frère de Vernie Dellums, est un proche de Asa Philip Randolph,,,.
Dès son enfance C.L Dellums est l'idole de Ron Dellums, dont il admire le courage et son art oratoire.

#### Scolarité primaire et secondaire
Bien que les parents de Ron Dellums soient des protestants, ils l'envoie lui et sa soeur suivre sa scolarité primaire à la Saint Patrick School (San José, Californie) (en) dont le niveau d'enseignement est supérieur à celui des établissements publics. Quand Ron Dellums atteint l'âge de douze ans, ses parents se séparent. Les ressources de Willa Dellums diminuent mais grâce à un parent, dans un premier temps, il peut faire ses études secondaires à la Westlake High School (Californie) (en) où avec un camarade il fait partie des deux seuls élèves afro-américains, puis il intègre la McClymonds High School (en) où la majorité des élèves sont des Afro-Américains. Il achève ses études secondaires à la Oakland Technical High School (en).

#### Parcours universitaire
En 1954, après avoir fini ses études secondaires, Ron Dellums s'engage au sein des United States Marine Corps. En 1956, après la fin de son contrat d'engagement, il bénéficie du G.I. Bill qui lui permet d'entrer au Oakland City College (en), anciennement Laney College (en), où il obtient l'Associate degree en 1958, puis il continue ses études universitaires auprès de l'université d'État de San Francisco où il obtient en 1960 le Bachelor of Arts (licence), puis il est accepté par l'université de Californie à Berkeley à faculté UC Berkeley School of Social Welfare (en) où en 1962 il sort diplômé titulaire d'un Master of Social Work (en),,,.

### Carrière

#### Le travailleur social
De 1962 à 1964, Ron Dellums intervient en tant que travailleur social auprès de patients souffrant de troubles du comportements et de la personnalité au sein du département de santé mentale de la Californie,,.
De 1965 à 1966, Ron Dellums est embauché au poste de directeur de la programmation du Bayview Communauty Center de San Francisco avant d'être nommé directeur du centre communautaire de Bayview (quartier de San Francisco) avant de devenir directeur du Youth opportunity council (« Conseil pour l'orientation, l'emploi et la formation des jeunes ») du quartier Hunters-Point de San-Francisco,.
Lors de ces différents emplois, Ron Dellums découvre qu'il est à l'aise en travaillant auprès de la population des jeunes et des marginaux afin de résoudre leurs problèmes de la vie quotidienne,.

#### L'universitaire
L'expertise sociale de Ron Dellums attire l'attention, aussi est-il invité par l'université d'État de San Francisco et l'université de Californie à Berkeley à intervenir en tant qu maître de conférences de 1968 à 1970. Parallèlement il obtient un Ph.D auprès de l'université Brandeis pour devenir professeur titulaire de chaire.

#### Les débuts de sa carrière politique

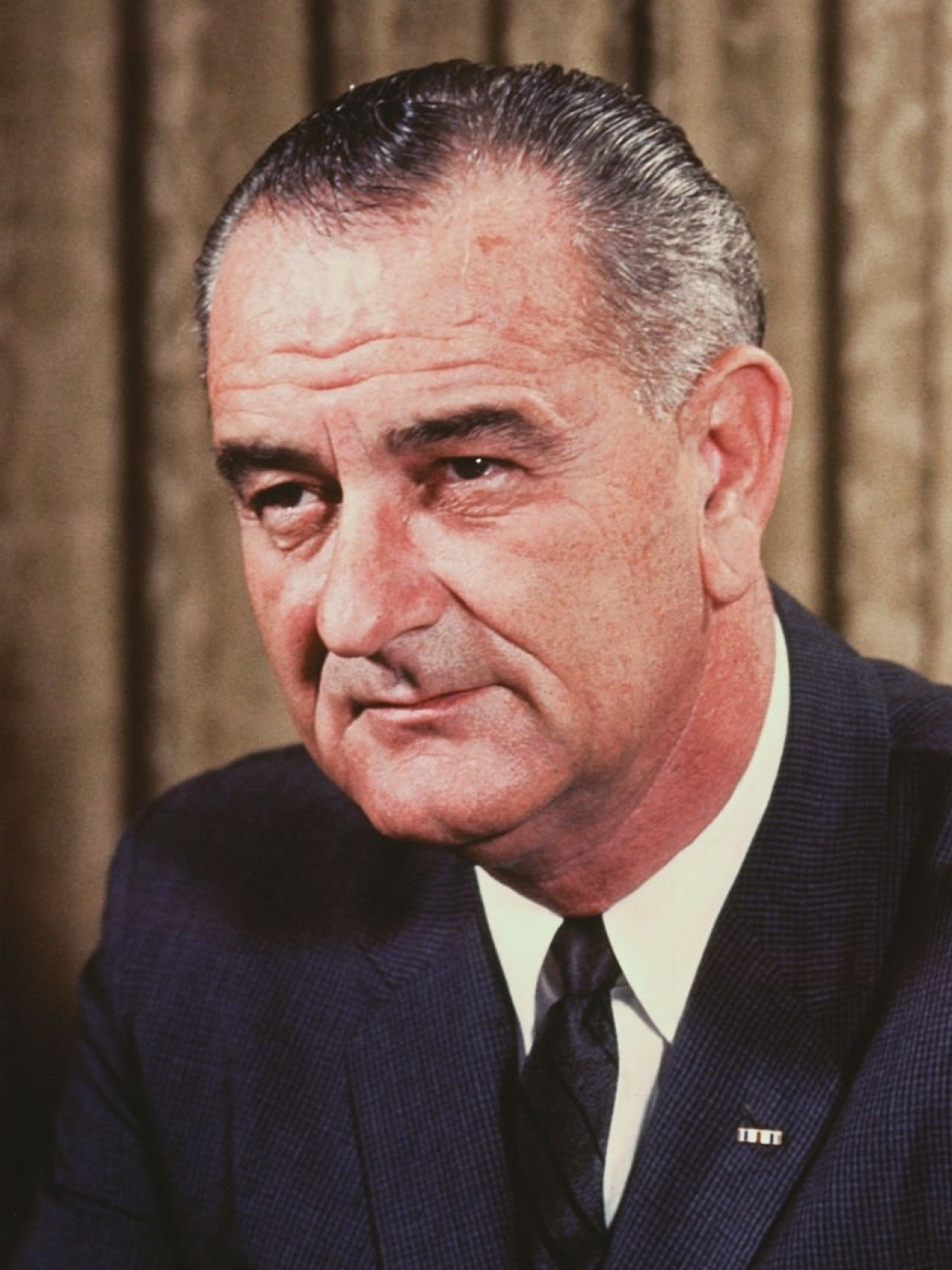
Portrait photographique du président Lyndon B. Johnson.

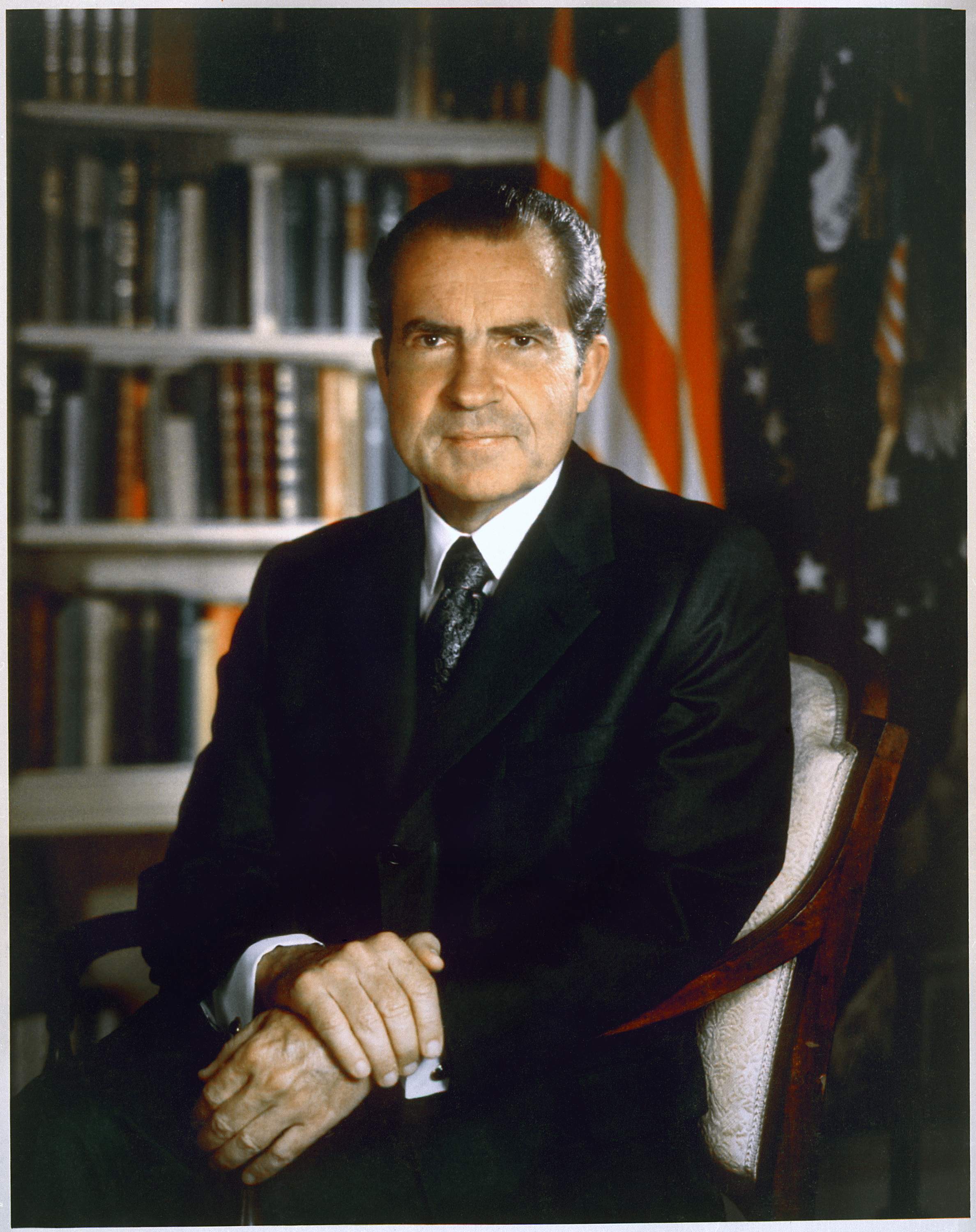
Portrait officiel du président Richard Nixon.

De 1967 à 1971, grâce au soutien du Parti démocrate, Ron Dellums siège au conseil municipal de Berkeley, élection qui marque le début de sa carrière politique. Pendant cette période la ville de Berkeley est la capitale des mouvements les plus radicaux des États-Unis, comme le Flower Power du mouvement hippie ou le Black Power du Black Panther Party. À ces mouvements, Ron Dellums  propose le Poor Power (« Pouvoir pour les pauvres »), emboîtant ainsi le pas au Président Lyndon B. Johnson dans sa guerre contre la pauvreté,,.

#### L'accession à la Chambre des représentants des États-Unis
La victoire de Richard Nixon lors de l'élection présidentielle américaine de 1968, met fin à la politique sociale entreprise par Lyndon B. Johnson. Événement qui motive Ron Dellums à mener le combat au niveau fédéral, en devenant un des porte-paroles majeurs des opposants à la guerre du Viêt-Nam. Soutenu par Coretta Scott King et César Chávez, cette notoriété lui permet de présenter comme candidat à la Chambre des représentants des États-Unis. Sa notoriété est renforcée par les attaques du vice-président Spiro T. Agnew à son endroit,,.
Ron Dellums gagne les primaires contre  son opposant lui aussi démocrate Jeffery Cohelan (en) pour se présenter à l'élection de représentant du septième district de Californie .

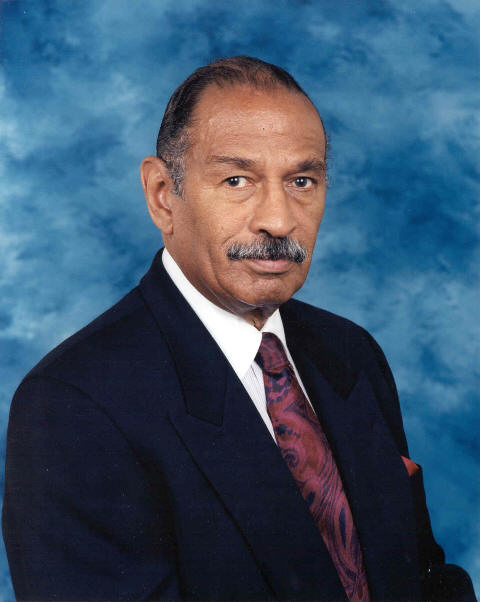
Portrait photographique de John Conyers.

Ron Dellums accède à la Chambre des représentants des États-Unis en 1971, comme représentant du septième district congressionnel de la Californie. La chambre est présidée par le démocrate John Conyers, représentant du Michigan. Les interventions de Ron Dellums à la Chambre sont les plus radicales depuis celles d'Adam Clayton Powell Jr., catalogué comme « communiste », Ron Dellums accepte la vice-présidence de la Democratic Socialist Organizing Committee (en) et siège à la commission du district de Columbia. Son bureau, son téléphone sont sous écoute du Federal Bureau of Investigation (FBI) dans le cadre de l'opération COINTELPRO (Counter Intelligence Program),,.

##### La nomination à la Commission des forces armées de la Chambre des représentants des États-Unis
Ron Dellums est également le premier afro-américain nommé à la puissante Commission des forces armées de la Chambre des représentants des États-Unis. Il fait de la réforme des forces armées le programme de son mandat. Il commence par vérifier des allégations de discriminations parmi les militaires, puis il examine le poids financier du complexe militaro-industriel dans le budget de l'État et ses conséquences sur les programmes sociaux, comme ceux du logement ou de l'éducation,.
Ron Dellums s'oppose à la guerre du Viêt Nam et mène des propres enquêtes sur la politique américaine vis à vis de ce conflit,,.

##### Politique étrangère

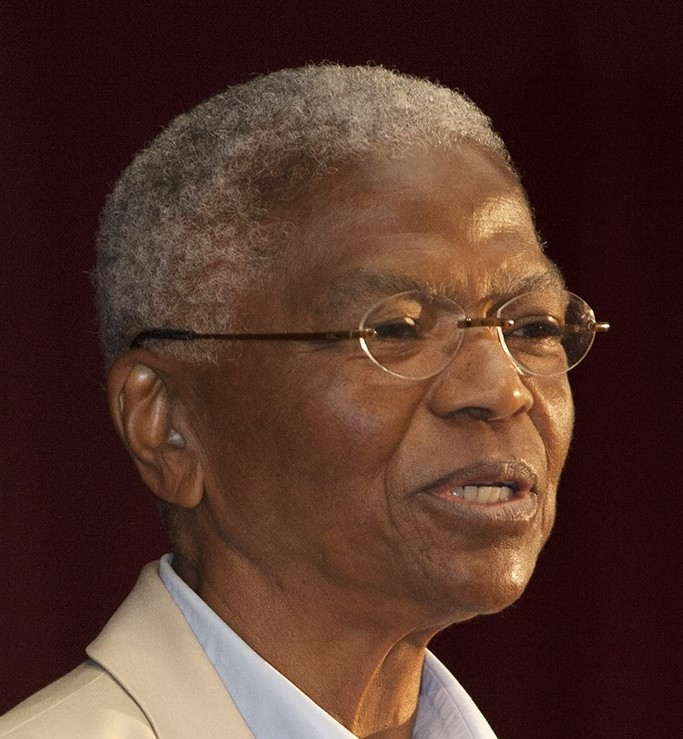
Mary Frances Berry au Kennedy Space Center

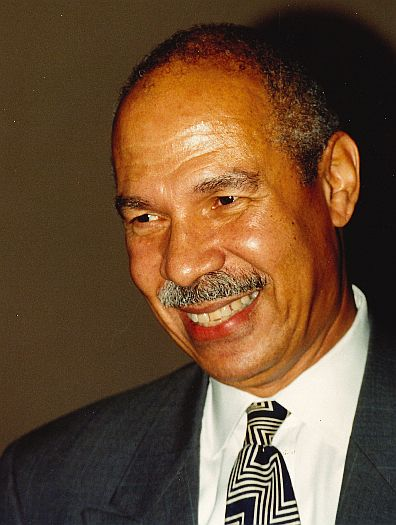
Photographie de Randall Robinson.

Dès 1973, Ron Dellums dirige les membres du Congrès qui s'opposent à la politique d'apartheid de l'Afrique du Sud et est le premier à présenter une loi imposant un embargo sur les produits venant de l'Afrique du Sud. À la consternation de ses soutiens juifs, il s'oppose à l'envoie d'une aide militaire à Israël durant la guerre du Yom Kippour de 1973. En 1974, Ron Dellums, Mary Frances Berry (en) et Randall Robinson et d'autres manifestants sont arrêtés par la police alors qu'ils sont rassemblés devant l'ambassade de l'Afrique du Sud.
En 1991, Ron Dellums soutient le retour au pouvoir de Jean-Bertrand Aristide renversé par un coup d'état.
Ron Dellums travaille à la normalisation des relations diplomatiques entre Cuba et les États-Unis.

##### L'engagement contre les armes nucléaires
En 1979, Ron Dellums fait partie de la délégation américaine qui se rend en Union Soviétique pour négocier l'actualisation des traités sur la non-prolifération des armes nucléaires, son implication contre les risques encourus par les armes nucléaires se poursuit jusqu'en 1987, date de signature du Traité sur les forces nucléaires à portée intermédiaire,.

##### Dellums v. Bush
En 1990, Ron Dellums, soutenu par 52 membres du Congrès lance une action en justice auprès de la cour de district des États-Unis contre le président George H. W. Bush pour son utilisation abusive de la War Powers Clause (en) pour obtenir l'approbation du Congrès pour lancer la guerre contre l'Iraq. Procès connu sous le nom de Dellums v. Bush (en), action dont il fut débouté,.

### Vie privée
Pendant son engagement au sein des marines, Ron Dellums épouse sa première femme Arthurine, ensemble ils ont une fille, ils divorcent après deux années de vie commune.
En 1962, Ron Dellums épouse en secondes noces Leola Roscoe Higgs, une juriste, le couple donne naissance à trois enfants,.

## Publications

### Essai
- Defense sense : The search for a rational military policy, Cambridge, Massachusetts, Ballinger Pub. Co., 1983, 380 p. (ISBN 9780884109570, lire en ligne),

### Autobiographie
- Lying Down with the Lions : A Public Life from the Streets of Oakland to the Halls of Power, Boston, Massachusetts, Beacon Press, 2000, 248 p. (ISBN 9780807043196, lire en ligne),

### Articles
- « Fun Travel Adventure / GI Press », Fun Travel Adventure,‎ 1er août 1971, p. 12 (lire en ligne),
- « Black Leadership: For Change or for Status Quo? », The Black Scholar, vol. 8, no 4,‎ janvier / février 1977, p. 2-5 (4 pages) (lire en ligne ),
- « The Responsability of Black Politics », The Black Scholar, vol. 10, no 5,‎ janvier / février 1979, p. 38-44 (7 pages) (lire en ligne ),
- « Reaganomics: Assault on Human Dignity and Survival », Social Work, vol. 27, no 5,‎ septembre 1982, p. 455-456 (2 pages) (lire en ligne ),
- « Welfare Satate vs. Warstate : The Legislative Struggle for a Full-Employment Economy », The Black Scholar, vol. 17, no 6,‎ novembre / décembre 1986, p. 38-51 (14 pages) (lire en ligne ),
- « Preventive Engagement: Constructing Peace in a Post-Cold War World », Harvard International Review, vol. 16, no 1,‎ 1993, p. 24-27 (4 pages) (lire en ligne ),
- « Bringing it All Back Home », Race, Poverty & the Environment, vol. 4/5, no 1,‎ printemps / été 1994, p. 1, 39-40 (3 pages) (lire en ligne ),
- « Toward the Post-Transition World: New Strategies for a New Century », SAIS Review (1989-2003), vol. 15, no 1,‎ hiver / printemps 1995, p. 93-111 (19 pages) (lire en ligne ),
- « While denying almost $300 million in sources . . .: Congress Approves $490 MillionI in FY-97 Reprogramming Source for Dod », Inside the Pentagon,, vol. 13, no 34,‎ août 1997, p. 1, 16-31 (17 pages) (lire en ligne ),

## Dans la culture
Dans la mini-série Mrs. America (2020), son rôle est interprété par Norm Lewis.

## Pour approfondir

#### Notices dans des encyclopédies et manuels de références
- (en-US) Barbara C. Bigelow, Contemporary Black Biography, vol. 2, Detroit, Michigan, Gale Research Inc., 6 avril 1992, 287 p. (ISBN 9780810385542, lire en ligne), p. 54-57. ,
- (en-US) Charles W. Carey Jr. & Liz Sonneborn (dir.), African-American Political Leaders, New York, Facts On File (réimpr. 2005, 2011) (1re éd. 2004), 379 p. (ISBN 9780816081202, lire en ligne), p. 83-85. ,
- (en-US) Colin A. Palmer (dir.), Encyclopedia Of African American Culture And History : The Black Experience In The Americas, Detroit, Michigan, MacMillan Reference Books, 16 décembre 2005, 899 p. (ISBN 9780028658162, lire en ligne), p. 598-599,
- (en-US) Paul Finkelman (dir.), Encyclopedia of African American History, 1896 to the Present : From the Age of Segregation to the Twenty-first Century, vol. 2 : D-I, New York, Oxford University Press, USA (réimpr. 2009) (1re éd. 2006), 541 p. (ISBN 9780195167795, OCLC 239240886, lire en ligne), p. 28-29. ,
- (en-US) Henry Louis Gates Jr. (dir.), African American National Biography, vol. 3 : Chandler - Dickinson, Oxford, Massachusetts, Oxford University Press, USA, 1er juillet 2013, 621 p. (ISBN 9780199990368, lire en ligne), p. 577-578. ,

#### Articles
- (en-US) « Congressman Ronald Dellums Honored for 20 Years of Public Service », The Black Scholar, vol. 19, no 2,‎ mars / avril 1988, p. 55-57 (3 pages) (lire en ligne ),
- (en-US) « Ronald Dellums New Chair of Congressional Black Caucus », The Black Scholar, Vol. 20, No. 1,‎ janvier / février 1989, p. 43 (1 page) (lire en ligne ),
- (en-US) Damon A. Powell et VaShone Huff, « Humanrights hero: Ronald V. Dellums », Human Rights, vol. 37, no 2,‎ printemps 2010, p. 25 (2 pages) (lire en ligne ),
- (en-US) Robert D. McFadden, « Ron Dellums, 82, Dies; Unrelenting in Congress, He Upheld Left’s Ideals », The New York Times,‎ 30 juillet 2018 (lire en ligne ),
- (en-US) T.R. Goldman, « Ronald Dellums, who entered Congress a firebrand and left a statesman, dies at 82 », The Washington Post,‎ 30 juillet 2018 (lire en ligne ),
- (en-US) « Former Northern California Rep. Ron Dellums dies at 82; groundbreaking activist helped start Congressional Black Caucus », The Los Angeles Times,‎ 30 juillet 2018 (lire en ligne),
- (en-US) Rachel Swan, « Ron Dellums, former congressman and Oakland mayor, dies at age 82 », SFGATE,‎ 30 juillet 2018 (lire en ligne),